# Crécerelle des Seychelles
Falco araeus
Espèce
Statut CITES
Statut de conservation UICN

 VU B1ab(iii,v);C2a(i);D1 : Vulnérable
 D1 
La Crécerelle des Seychelles (Falco araeus) est une espèce de rapaces diurnes appartenant à la famille des Falconidae.
Elle a été réintroduite sur l'île de Praslin en 1977.